# Yonkaira Peña
Yonkaira Paola Peña Isabel (Santo Domingo, 10 maggio 1993) è una pallavolista dominicana, schiacciatrice del Minas.

## Carriera

### Club
La carriera di Yonkaira Peña inizia nei tornei amatoriali dominicani, prima di entrare a far parte nel 2010 del Mirador. Nella stagione 2011-12, appena diciottenne, viene ingaggiata all'estero, approdando al San Martín, in Perù, dove resta per due annate, partecipando alla Liga Nacional Superior de Voleibol (femminile).
Nel campionato 2013-14 gioca in Giappone, prendendo parte alla V.Premier League con le Toray Arrows. Nel campionato seguente approda in Turchia, dove difende i colori del Bursa BB, club impegnato nella Voleybol 1. Ligi col quale si aggiudica la Challenge Cup.
Nella stagione 2015-16 cambia nuovamente maglia, questa volta approdando in Polonia al Chemik Police, club impegnato in Liga Siatkówki Kobiet col quale vince la Supercoppa polacca, la Coppa di Polonia e lo scudetto. Dopo essere ritornata al Mirador, nel campionato 2017-18 approda in Brasile al Rio de Janeiro, in Superliga Série A, vincendo la Supercoppa brasiliana 2017 e due titoli statali.
Dopo un periodo di inattività, nella stagione 2021-22 difende nuovamente i colori del Rio de Janeiro, col quale si aggiudica il Campionato Carioca e viene premiata come miglior schiacciatrice della Superliga Série A, mentre nella stagione successiva passa al Minas, sempre nella massima divisione brasiliana.

### Nazionale
Fa parte della nazionale under 18 che vince la medaglia di bronzo al campionato nordamericano 2008, per poi giocare con la selezione under 20, con cui conquista la medaglia d'argento alla Coppa panamericana 2011. Continua quindi a vestire le maglie delle selezioni dominicane: con quella under 23 vince l'oro alla Coppa panamericana 2012, dove viene anche premiata come MVP, e 2014 e poi si aggiudica l'argento alla campionato mondiale 2013; debutta invece in nazionale maggiore nel 2012, per poi vincere un anno più tardi la medaglia d'argento alla Coppa panamericana ed al campionato nordamericano.
Nel 2014 vince l'oro sia alla Coppa panamericana che ai XXII Giochi centramericani e caraibici, mentre un anno dopo con la nazionale under 23 si aggiudica la medaglia di bronzo al Campionato mondiale e con quella maggiore vince l'oro alla NORCECA Champions Cup, l'argento alla Coppa panamericana e al campionato nordamericano, dove viene premiata come miglior schiacciatrice, seguiti dal bronzo ai XVII Giochi panamericani.
Conquista la medaglia d'oro alla Coppa panamericana 2016 mentre nell'edizione successiva si aggiudica l'argento, bissata nel 2018, anno in cui conquista anche l'oro ai XIII Giochi centramericani e caraibici, e nel 2019. In seguito vince la medaglia d'oro ai XVIII Giochi panamericani, quella d'argento alla NORCECA Champions Cup 2019 e ancora un oro al campionato nordamericano 2019. Nel 2021, oltre a partecipare ai Giochi della XXXII Olimpiade, si aggiudica altre due medaglie d'oro al campionato nordamericano e alla NORCECA Final Six. Un anno dopo conquista ancora un oro alla Coppa panamericana, seguito da un altro oro alla NORCECA Final Six, dove si mette in mostra come miglior ricevitrice e miglior schiacciatrice del torneo.
Nel 2023 vince l'oro ai XXIV Giochi centramericani e caraibici, l'argento alla NORCECA Final Six e un altro oro al campionato nordamericano e ai XIX Giochi panamericani, insignita in quest'ultimo torneo dei premi come miglior servizio e miglior schiacciatrice. Un anno dopo mette al collo l'oro alla NORCECA Final Six e chiude poi il ciclo olimpico con la partecipazione ai Giochi della XXXIII Olimpiade.
Inizia il seguente ciclo olimpico con la vittoria dell'oro alla Coppa panamericana 2025.

## Palmarès

### Club
- Campionato polacco: 1

2015-16
- Coppa di Polonia: 1

2015-16
- Supercoppa polacca: 1

2015
- Supercoppa brasiliana: 1

2017
- Campionato Carioca: 3

2017, 2018, 2021
- Challenge Cup: 1

2014-15

### Nazionale (competizioni minori)
- Campionato nordamericano under 18 2008
- Coppa panamericana under 20 2011
- Coppa panamericana under 23 2012
- Coppa panamericana 2013
- Montreux Volley Masters 2013
- Campionato mondiale under 23 2013
- Coppa panamericana 2014
- Coppa panamericana under 23 2014
- Giochi centramericani e caraibici 2014
- NORCECA Champions Cup 2015
- Coppa panamericana 2015
- Giochi panamericani 2015
- Campionato mondiale under 23 2015
- Coppa panamericana 2016
- Coppa panamericana 2017
- Coppa panamericana 2018
- Giochi centramericani e caraibici 2018
- Coppa panamericana 2019
- Giochi panamericani 2019
- NORCECA Champions Cup 2019
- NORCECA Final Six 2021
- Coppa panamericana 2022
- NORCECA Final Six 2022
- Giochi centramericani e caraibici 2023
- NORCECA Final Six 2023
- Giochi panamericani 2023
- NORCECA Final Six 2024
- Coppa panamericana 2025

### Premi individuali
- 2012 - Coppa panamericana under 23: MVP
- 2015 - Campionato nordamericano: Miglior schiacciatrice
- 2022 - Superliga Série A: Miglior schiacciatrice
- 2022 - NORCECA Final Six: Miglior ricevitrice
- 2022 - NORCECA Final Six: Miglior schiacciatrice
- 2023 - Campionato sudamericano per club: Miglior schiacciatrice
- 2023 - XIX Giochi panamericani: Miglior servizio
- 2023 - XIX Giochi panamericani: Miglior schiacciatrice